# George C. Scott
George Campbell Scott (Wise, 18 ottobre 1927 – Westlake Village, 22 settembre 1999) è stato un attore, regista e produttore cinematografico statunitense.

## Biografia
Figlio di George Dewey Scott, dirigente della Buick, e di Agnes Slemp, all'età di otto anni rimase orfano della madre. Cresciuto con il padre, servì nel Corpo dei Marines dal 1945 al 1949, principalmente come guardia d'onore alle sepolture militari al cimitero nazionale di Arlington. Durante gli studi in giornalismo all'Università del Missouri si appassionò alla recitazione teatrale, laureandosi in inglese e teatro nel 1953.
Ottenuto un grande successo di pubblico e critica a Broadway con opere di Shakespeare, come Riccardo III e Come vi piace, divenne popolare con il film Anatomia di un omicidio (1959) di Otto Preminger, che gli valse la prima candidatura agli Oscar come attore non protagonista. Interprete dallo sguardo duro e magnetico, negli anni sessanta legò il suo nome ad alcune delle migliori produzioni dell'epoca, con memorabili interpretazioni di personaggi negativi, come quello di Bert Gordon in Lo spaccone (1961) di Robert Rossen e come il ridicolo e bellicoso generale Turgidson in Il dottor Stranamore - Ovvero: come ho imparato a non preoccuparmi e ad amare la bomba (1964) di Stanley Kubrick. In quegli anni recitò in pellicole di vario genere, come Due assi nella manica (1966) di Norman Panama, La Bibbia (1966) di John Huston e Petulia (1968) di Richard Lester.
Vinse il premio Oscar al miglior attore protagonista nel 1971 per l'interpretazione in Patton, generale d'acciaio (1970) di Franklin Schaffner. Scott rifiutò il premio assegnatogli in segno di protesta contro l'Academy, definita dallo stesso attore: «inutile esposizione di carne umana fine a se stessa». In seguito prese parte ad altri film di rilievo, come Anche i dottori ce l'hanno (1971) di Arthur Hiller, Il giorno del delfino (1973) di Mike Nichols, Hindenburg (1975) di Robert Wise, Il boxeur e la ballerina (1978) di Stanley Donen e La formula (1980) di John G. Avildsen. Nel 1996 interpretò il capitano Edward Smith nella miniserie Titanic. Nel 1998 vinse il premio Emmy come miglior attore non protagonista in una serie o film per la TV, per La parola ai giurati.

### Vita privata
Nel 1951 sposò l'attrice Carolyn Hughes, da cui ebbe una figlia, Victoria, nata nel 1952; i due divorziarono nel 1955, quando Scott aveva instaurato una relazione con Karen Truesdell, da cui aveva avuto un'altra figlia, Michelle, nata nel 1954.
Dopo il divorzio dalla Hughes e la fine del rapporto con la Truesdell, nel 1955 sposò la sedicenne attrice Patricia Reed, da cui ebbe due figli: Matthew (1957) e Devon (1958); i due divorziarono nel 1960, quando Scott si innamorò dell'attrice Colleen Dewhurst, che sposò nello stesso anno e dalla quale ebbe due figli: Alexander (1960) e Campbell; i due divorziarono nel 1965, a causa del vizio dell'alcol dell'attore.
Nel 1966, sul set de La Bibbia, conobbe Ava Gardner, con la quale ebbe una tempestosa relazione. In seguito si ricongiunse alla Dewhurst e i due si risposarono nel 1967, ma nel 1972 divorziarono nuovamente; nello stesso anno Scott sposò l'attrice Trish Van Devere. Dai vari matrimoni ebbe sei figli.

### Morte
Morì il 22 settembre 1999, all'età di 71 anni, per la rottura di un aneurisma dell'aorta addominale, dopo essere stato colpito negli anni ottanta da una serie di infarti. Fu sepolto nel Westwood Village Memorial Park Cemetery a Westwood, nel distretto di Los Angeles in California.

## Filmografia parziale

### Attore

#### Cinema
- L'albero degli impiccati (The Hanging Tree), regia di Delmer Daves (1959)
- Anatomia di un omicidio (Anatomy of a Murder), regia di Otto Preminger (1959)
- Lo spaccone (The Hustler), regia di Robert Rossen (1961)
- I cinque volti dell'assassino (The List of Adrian Messenger), regia di John Huston (1963)
- Il dottor Stranamore - Ovvero: come ho imparato a non preoccuparmi e ad amare la bomba (Dr. Strangelove or: How I Learned to Stop Worrying and Love the Bomb), regia di Stanley Kubrick (1964)
- Una Rolls-Royce gialla (The Yellow Rolls-Royce), regia di Anthony Asquith (1964)
- La Bibbia (The Bible: In the Beginning), regia di John Huston (1966)
- Due assi nella manica (Not with My Wife, You Don't!), regia di Norman Panama (1966)
- Carta che vince, carta che perde (The Flim-Flam Man), regia di Irvin Kershner (1967)
- Petulia, regia di Richard Lester (1968)
- Patton, generale d'acciaio (Patton), regia di Franklin Schaffner (1970)
- They Might Be Giants, regia di Anthony Harvey (1971)
- L'ultima fuga (The Last Run), regia di Richard Fleischer (1971)
- Anche i dottori ce l'hanno (The Hospital), regia di Arthur Hiller (1971)
- I nuovi centurioni (The New Centurions), regia di Richard Fleischer (1972)
- La notte del furore (Rage), regia di George C. Scott (1972)
- I duri di Oklahoma (Oklahoma Crude), regia di Stanley Kramer (1973)
- Il giorno del delfino (The Day of the Dolphin), regia di Mike Nichols (1973)
- La rapina più pazza del mondo (Bank Shot), regia di Gower Champion (1974)
- The Savage Is Loose, regia di George C. Scott (1974)
- Hindenburg (The Hindenburg), regia di Robert Wise (1975)
- Isole nella corrente (Islands in the Stream), regia di Franklin Schaffner (1977)
- Il principe e il povero (Crossed Swords), regia di Richard Fleischer (1977)
- Il boxeur e la ballerina (Movie Movie), regia di Stanley Donen (1978)
- Hardcore, regia di Paul Schrader (1979)
- Changeling (The Changeling), regia di Peter Medak (1980)
- La formula (The Formula), regia di John G. Avildsen (1980)
- Taps - Squilli di rivolta (Taps), regia di Harold Becker (1981)
- Fenomeni paranormali incontrollabili (Firestarter), regia di Mark L. Lester (1984)
- L'esorcista III (The Exorcist III), regia di William Peter Blatty (1990)
- Malice - Il sospetto (Malice), regia di Harold Becker (1993)
- Angus, regia di Patrick Read Johnson (1995)
- Gloria, regia di Sidney Lumet (1999)

#### Televisione
- The DuPont Show of the Month – serie TV, episodio 1x07 (1958)
- Ben Casey – serie TV, episodio 1x04 (1961)
- Il virginiano (The Virginian) – serie TV, episodio 1x05 (1962)
- Assistente sociale (East Side/West Side) – serie TV, 26 episodi (1963-1964)
- I sentieri del west (The Road West) – serie TV, episodi 1x01-1x02 (1966)
- Jane Eyre nel castello dei Rochester (Jane Eyre), regia di Delbert Mann – film TV (1970)
- Bella e la bestia (Beauty and the Beast), regia di Fielder Cook – film TV (1976)
- Oliver Twist, regia di Clive Donner – film TV (1982)[6]
- Una favola fantastica (A Christmas Carol), regia di Clive Donner – film TV (1984)
- Mussolini: The Untold Story, regia di William A. Graham – miniserie TV (1985)
- Gli assassinii della via Morgue (Murders in the Rue Morgue), regia di Jeannot Szwarc – film TV (1986)
- Pals - Due amici e un tesoro (Pals), regia di Lou Antonio – film TV (1987)
- Tyson, regia di Uli Edel – film TV (1995)
- Titanic, regia di Robert Lieberman – miniserie TV (1996)
- La parola ai giurati (12 Angry Men), regia di William Friedkin – film TV (1997)
- Rocky Marciano, regia di Charles Winkler – film TV (1999)
- Ereditare il vento (Inherit the Wind), regia di Daniel Petrie – film TV (1999)

### Regista
- 1972 - La notte del furore (Rage)
- 1974 - The Savage Is Loose

### Doppiatore
- Bianca e Bernie nella terra dei canguri (The Rescuers Down Under) di Mike Gabriel ed Hendel Butoy (1990)
- I nostri eroi alla riscossa (Cartoon All-Stars to the Rescue) di Milton Gray, Marsh Lamore, Bob Shellhorn, Mike Svayko e Karen Peterson – cortometraggio TV (1990)

## Riconoscimenti
- Premio Oscar
  - 1960 – Candidatura Miglior attore non protagonista per Anatomia di un omicidio
  - 1962 – Candidatura Miglior attore non protagonista per Lo spaccone
  - 1971 – Miglior attore protagonista per Patton, generale d'acciaio
  - 1972 – Candidatura Miglior attore protagonista per Anche i dottori ce l'hanno

- Golden Globe
  - 1962 – Candidatura Miglior attore non protagonista per Lo spaccone
  - 1971 – Miglior attore in un film drammatico per Patton, generale d'acciaio
  - 1972 – Candidatura Miglior attore in un film drammatico per Anche i dottori ce l'hanno
  - 1979 – Candidatura Miglior attore in un film commedia o musicale per Il boxeur e la ballerina

- Primetime Emmy Awards
  - 1971 – Miglior attore protagonista in una miniserie o film per The Price

## Doppiatori italiani
Nelle versioni in italiano delle opere in cui ha recitato, George C. Scott è stato doppiato da:
- Nando Gazzolo ne Lo spaccone, Il dottor Stranamore - Ovvero: come ho imparato a non preoccuparmi e ad amare la bomba, Jane Eyre nel castello dei Rochester, Il giorno del delfino, Isole nella corrente
- Antonio Guidi ne Il principe e il povero, Il boxeur e la ballerina, Gli assassinii della via Morgue
- Emilio Cigoli in Anatomia di un omicidio, Petulia, La notte del furore
- Renato Turi in Una Rolls-Royce gialla, I nuovi centurioni, I duri di Oklahoma
- Sergio Rossi ne L'ultima fuga, La formula, Taps - Squilli di rivolta
- Mario Feliciani in Patton, generale d'acciaio, Hardcore
- Giorgio Piazza in Anche i dottori ce l'hanno, Changeling
- Bruno Persa ne I cinque volti dell'assassino
- Stefano Sibaldi in Due assi nella manica
- Alberto Lupo ne La Bibbia
- Giuseppe Rinaldi in Hindenburg
- Glauco Onorato in Fenomeni paranormali incontrollabili
- Vittorio Di Prima ne L'esorcista III
- Mico Cundari in Malice - Il sospetto
- Maurizio Trombini in Bella e la bestia
- Mimmo Palmara in Oliver Twist
- Bruno Alessandro in Una favola fantastica
- Michele Kalamera in Titanic
- Renato Mori ne La parola ai giurati
- Gianni Musy in Gloria

Da doppiatore è stato sostituito da:
- Mauro Bosco in Bianca e Bernie nella terra dei canguri
- Giampiero Albertini ne I nostri eroi alla riscossa